# كوستاس فورتونيس
كوستاس فورتونيس (باليونانية: Κώστας Φορτούνης)‏ (16 أكتوبر 1992 في تريكالا، اليونان) لاعب كرة قدم يوناني يجيد اللعب في مركز الوسط المهاجم كما يجيد اللعب في مركز الجناح الأيمن. لعب في نادي كايزرسلوترن الألماني منذ 2011 - 2014. ثم انتقل إلى أولمبياكوس في يوليو 2014، ومازال فيه حتى 2022. 

## روابط خارجية
- كوستاس فورتونيس على موقع الاتحاد الدولي (مؤرشف)  (الإنجليزية)
- كوستاس فورتونيس على موقع الاتحاد الأوربي (الإنجليزية)
- كوستاس فورتونيس على موقع إي إس بي إن إف سي (الإنجليزية)
- كوستاس فورتونيس على موقع قاعدة بيانات كرة القدم.إي يو (الإنجليزية)
- كوستاس فورتونيس على موقع بيانات كرة القدم. دي إي (الألمانية)
- كوستاس فورتونيس على موقع ليكيب (الفرنسية)
- كوستاس فورتونيس على موقع ناشيونال فوتبول تيمز (الإنجليزية)
- كوستاس فورتونيس على موقع Soccerbase.com (لاعب) (الإنجليزية)
- كوستاس فورتونيس على موقع Soccerway.com (الإنجليزية)
- كوستاس فورتونيس على موقع عالم كرة القدم.نت (الإنجليزية)